# 民族代表48人
民族代表48人（みんぞくだいひょう48にん、민족대표 48인）は、1919年に日本統治時代の朝鮮において行なわれた三・一運動の際に「独立宣言書」を起草して署名し、その印刷や配布、タプコル公園における万歳デモなど、三・一運動の企画と実行に参加した中心人物とされる48人を指す表現。

## 概要
普通は、（独立宣言書に署名した）民族代表33人に加え、三・一運動の計画と組織に加担したり、連絡をとったりしていた人物を追加して設定される。当時は国外にいた、もしくは交通の便が悪い場所にいて連絡できなかった民族独立運動の活動家の存在を考慮した見方でもある。
本来は、この事件で大日本帝国の法廷で裁判を受けた48人、すなわち独立宣言書に署名した民族代表33人のうち、直後に海外へ亡命して逮捕されなかった金秉祚と、判決が下る前の拘禁中に死亡した梁漢黙を除いた31人に、朴寅浩など17人を加えた人々を示すが、便宜上、（金秉祚と梁漢黙を含む）民族代表33人に15-16人だけ加えて民族代表48人、中央指導体48人（중앙지도체 48인）、あるいは民族代表49人という表現を使う場合もある。
このうち、崔南善と玄相允は後に親日行為を行なったとされ、民族問題研究所の（『親日人名辞典』に収録するために整理された）「親日人名辞典収録予定者名簿（親日派リスト）」に名が上がるなど、親日派とされる場合もある。

## 名簿
- 亡命した金秉祚と獄死した梁漢黙を除いた民族代表33人（31人）
- 朴寅浩、金洪奎（朝鮮語版）、盧憲容（朝鮮語版）、李景燮（朝鮮語版）（以上、天道教関係者）、金道泰、安世桓（朝鮮語版）、咸台永、金元璧（朝鮮語版）、金世煥（朝鮮語版）（以上、キリスト教関係者）、林圭（朝鮮語版）、宋鎮禹、玄相允、崔南善、康基德（朝鮮語版）、鄭魯湜 (정노식)、金智煥（朝鮮語版）、韓丙翊 (한병익)（17人）

## その他の人物
フランク・スコフィールド（Frank Schofield、朝鮮名：석호필）博士を加え、民族代表49人ということもある。それ以外にも、民族指導者であった李承晩、玄楯、申圭植などを追加して言及することもある。